# 本照寺 (富士市今泉)
本照寺（ほんしょうじ）は、静岡県富士市今泉にある法華宗本門流の寺院。山号は長栄山。岡宮光長寺の末寺を謳う。看板からは、祈祷や水子供養など、妙法の深秘による相談全般を請け負うとしている。

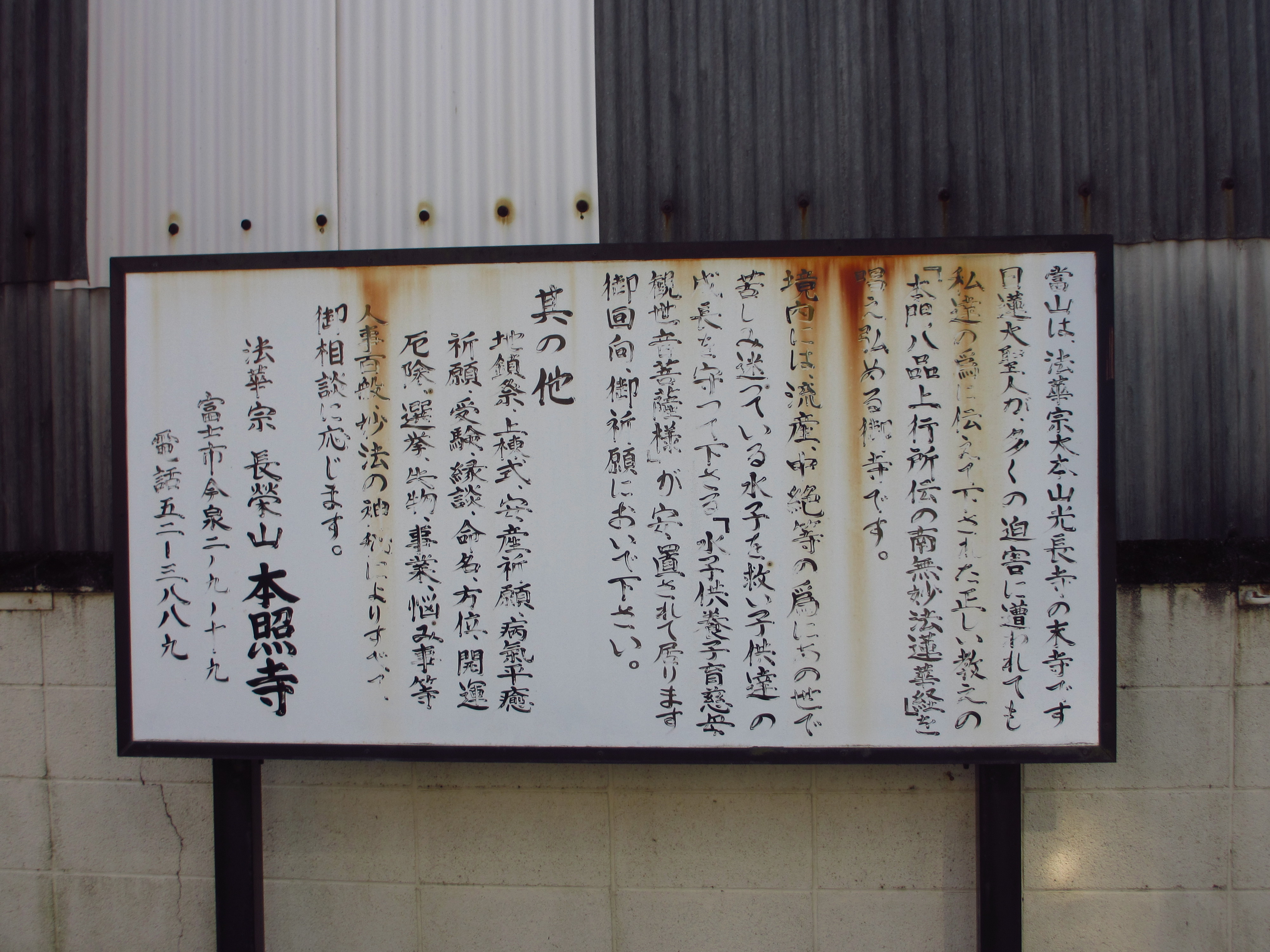
本照寺縁起
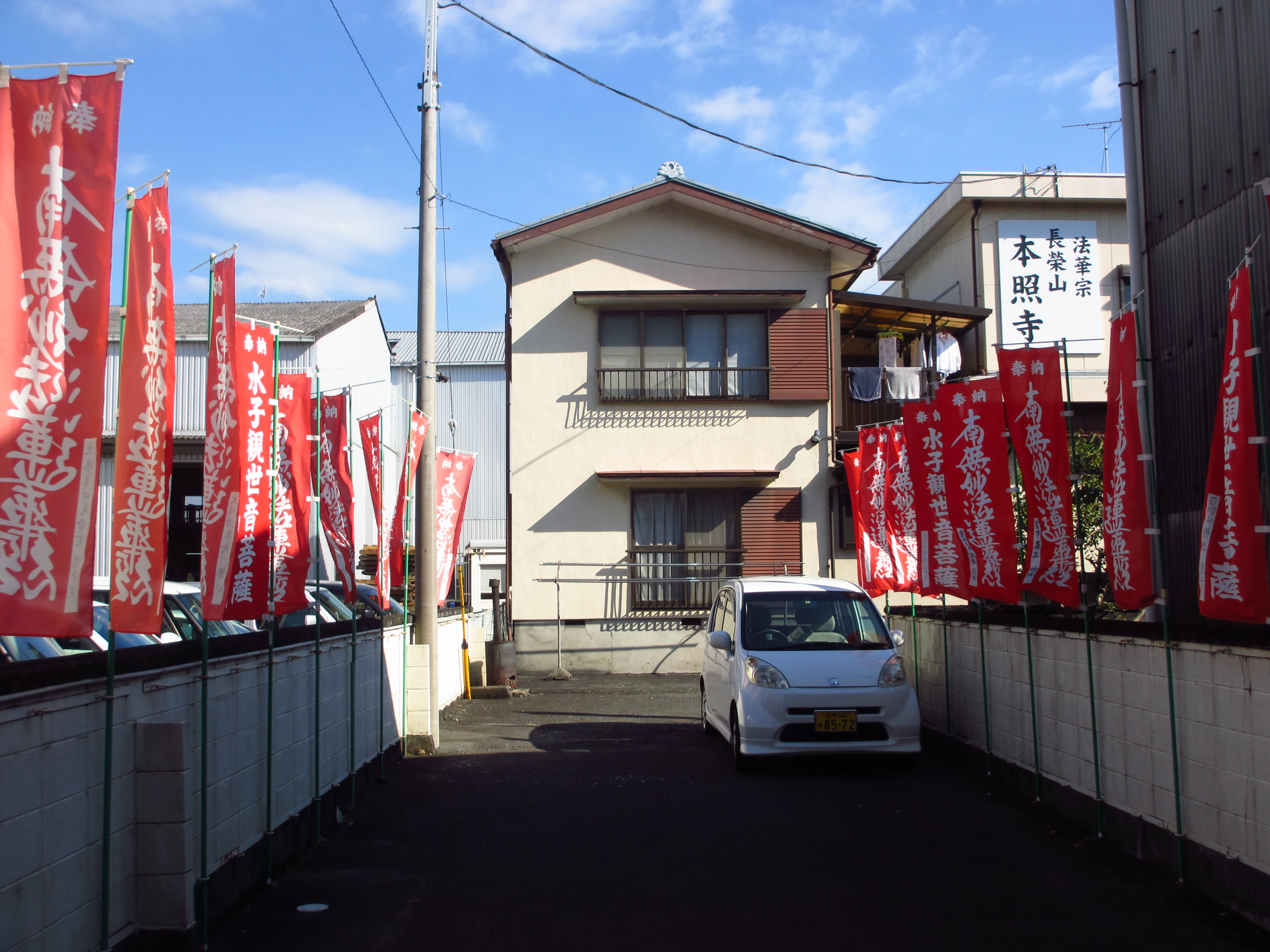
本照寺参道
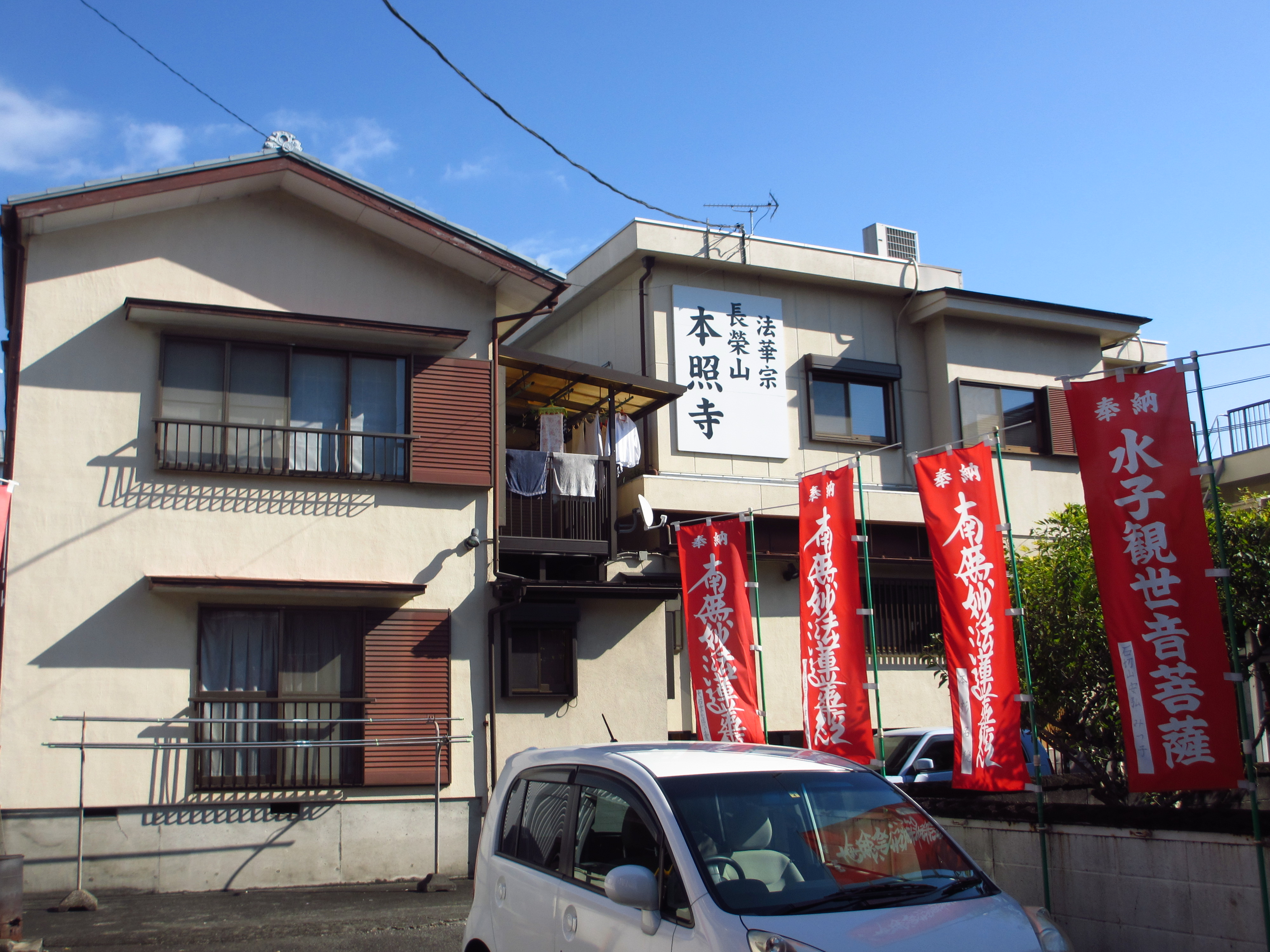
本照寺建物
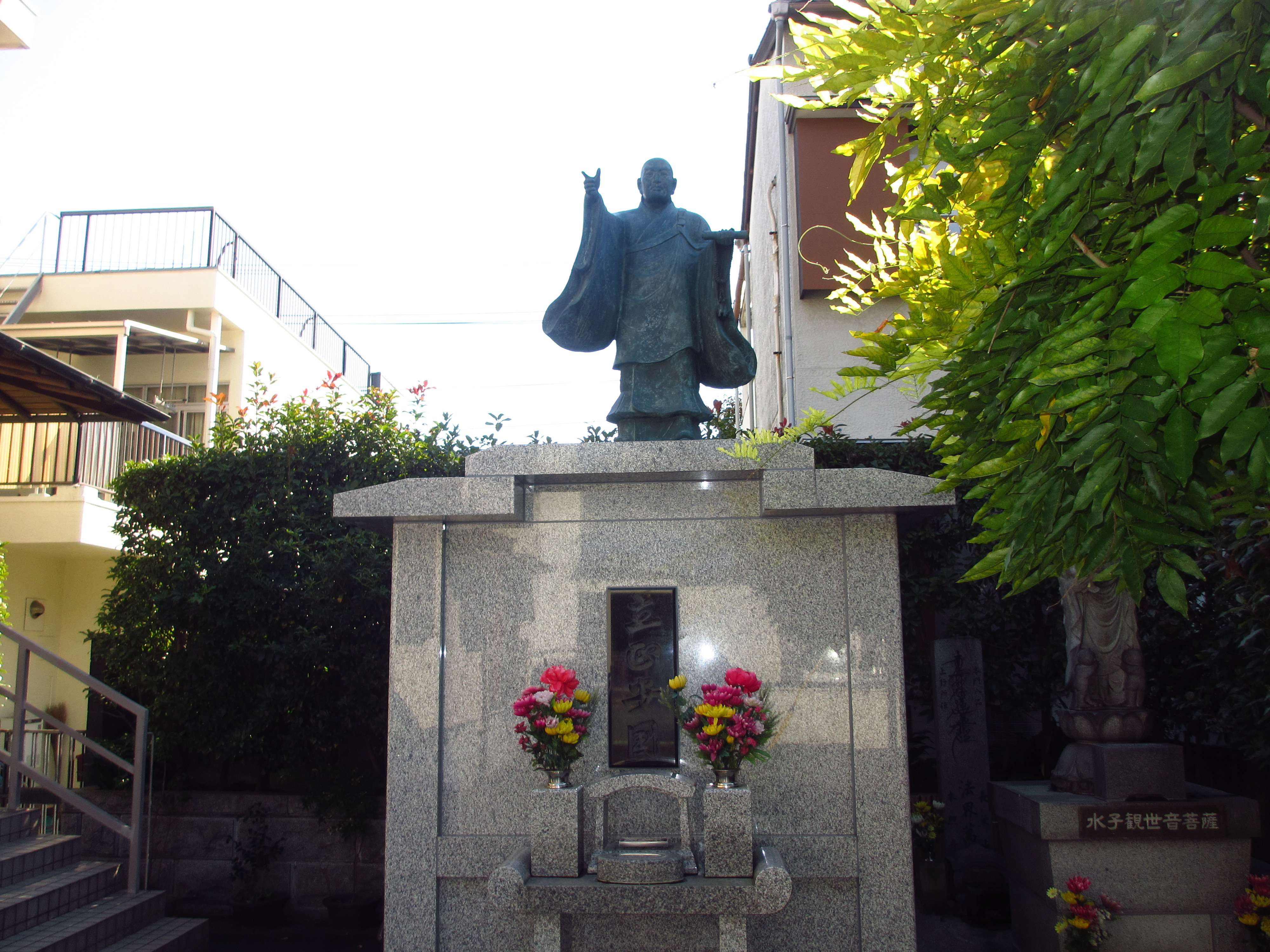
本照寺 日蓮聖人銅像 納骨堂 水子供養塔
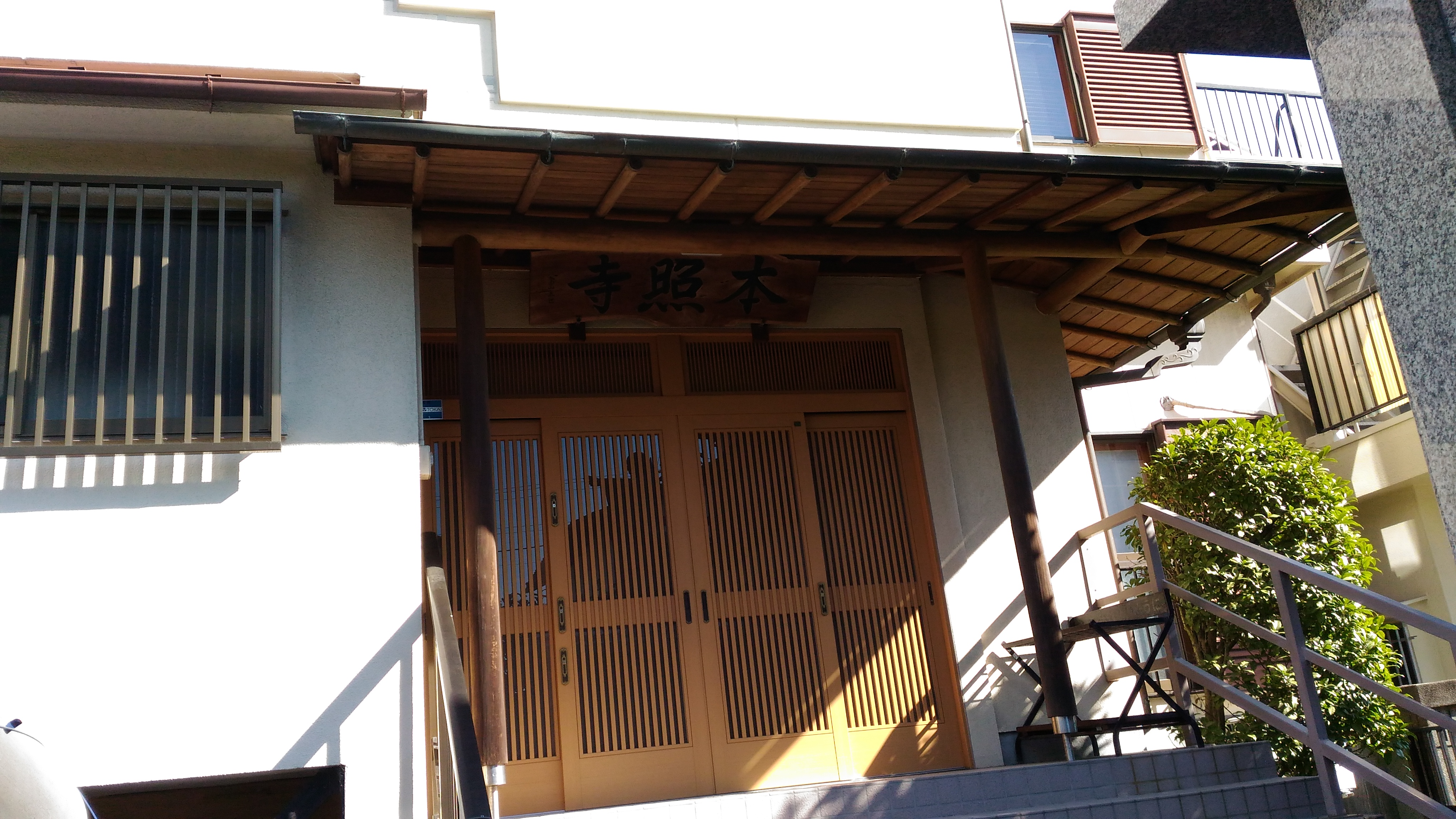
本照寺玄関